# TVR Craiova
TVR Craiova или Televiziunea Română Craiova (с рум. — «Румынское телевидение — Крайова») — региональный румынский телеканал, вещающий на территории города Крайова и всей Олтении. Подчиняется руководству Третьей программы Румынского телевидения.

## Краткая история
Запущен 1 декабря 1998. С марта 2002 года в зону охвата входят вся территория Румынии южнее Дуная. С 2010 года доступен в кабельных сетях и наземных цифровых сетях.
В зону охвата входят жудецы Олт, Вылча, Мехединци, Горж, Арджеш, Долж, Телеорман.